# Eugyndes
Genre
Synonymes
- Gyndes Sørensen, 1884 nec Stål 1862
- Soerenseniopilio Strand, 1942

Eugyndes est un genre d'opilions laniatores de la famille des Gonyleptidae.

## Distribution
Les espèces de ce genre sont endémiques du Brésil.

## Liste des espèces
Selon World Catalogue of Opiliones (20/08/2021) :
- Eugyndes reinhardi (Sørensen, 1884)
- Eugyndes trochanteralis (Soares & Bauab-Vianna, 1972)
- Eugyndes zorodes (Mello-Leitão, 1924)

## Publications originales
- Roewer, 1923 : Die Weberknechte der Erde. Systematische Bearbeitung der bisher bekannten Opiliones. Gustav Fischer, Jena, p. 1-1116 (texte intégral).
- Sørensen, 1884 : « Opiliones Laniatores (Gonyleptides W. S. Olim) Musei Hauniensis. » Naturhistorisk Tidsskrift, vol. 14, p. 555–646.